# Laufwasserkraftwerk Eichicht
Das Laufwasser-Kraftwerk Eichicht gehört zur Saalekaskade. Zusammen mit den Pumpspeicher-Kraftwerken Hohenwarte I und II bildet es eine gemeinsame Kraftwerksanlage, da sein Speicherbecken, die Talsperre Eichicht, zugleich Unterbecken für die Pumpspeicher-Kraftwerke Hohenwarte I und II ist.
Der Auslauf des Arbeitswassers erfolgt in den Flusslauf der Saale. Zwei Maschinensätze haben insgesamt rund 3,4 Megawatt Leistung.

## Geschichte
Der Bau des Kraftwerks begann 1942 und die Inbetriebnahme erfolgte 1945.

## Technik
Die Talsperre Eichicht ist ein Stausee mit einem Gesamtstauraum von 5,21 Mio. m³. Das Stauziel der Talsperre liegt bei 244 m ü. NN. Über eine mittlere Fallhöhe von 9 m wird das Wasser auf zwei vertikal ausgerichtete  Kaplan-Turbinen mit einem Nenndurchfluss von 15 m³/s geleitet. Die Turbinen treiben Drehstrom-Synchronmaschine mit einer Generatorspannung von 10 kV und einer Scheinleistung von jeweils 1,9 MVA an. Der von den Generatoren erzeugte Strom wird über ein 10-kV-Seekabel zum Pumpspeicher-Kraftwerk Hohenwarte II geleitet.